# Acanthoflata salina
Acanthoflata salina är en insektsart som först beskrevs av Dozier 1927.  Acanthoflata salina ingår i släktet Acanthoflata och familjen Flatidae. Inga underarter finns listade i Catalogue of Life.